# Krupp-Gussstahlfabrik

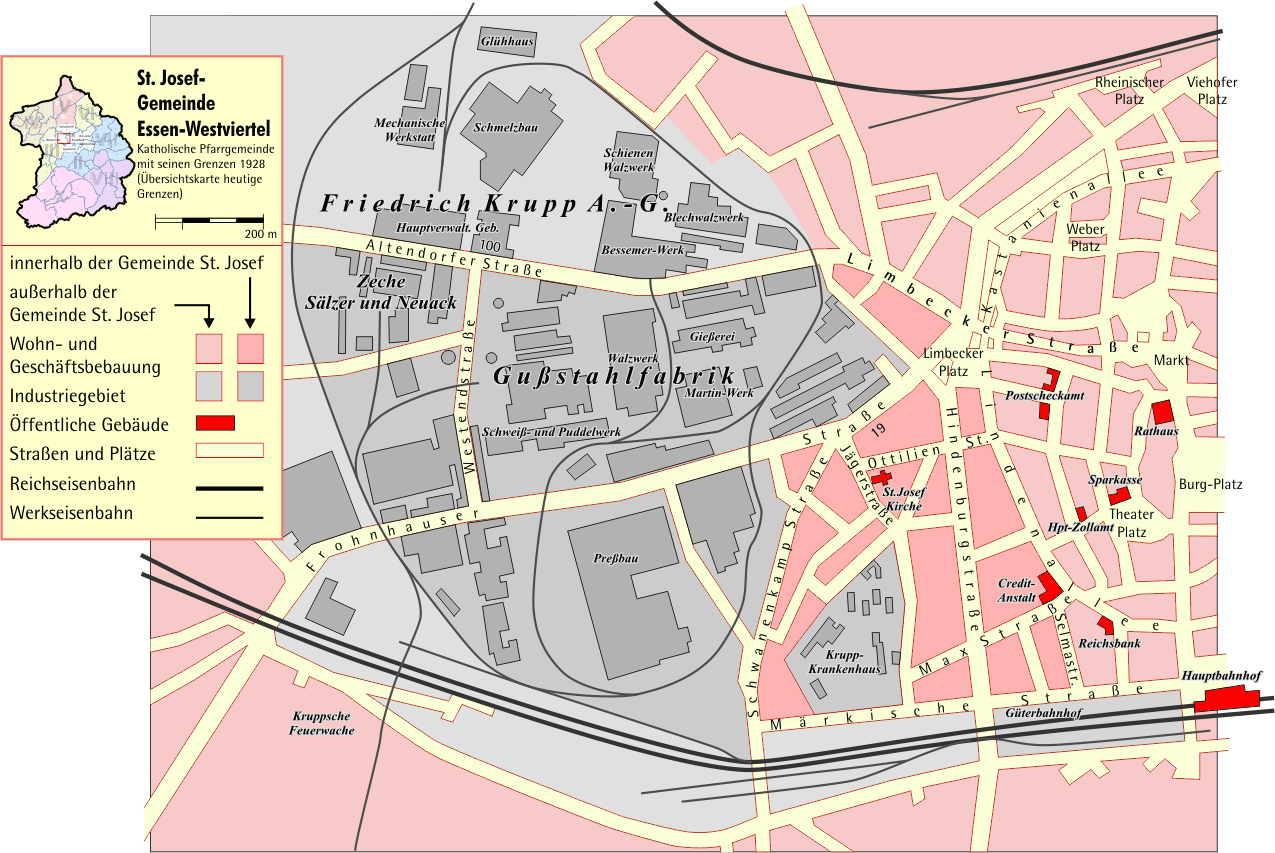
Lage großer Teile der Gussstahlfabrik westlich des Essener Stadtkerns (um 1920)

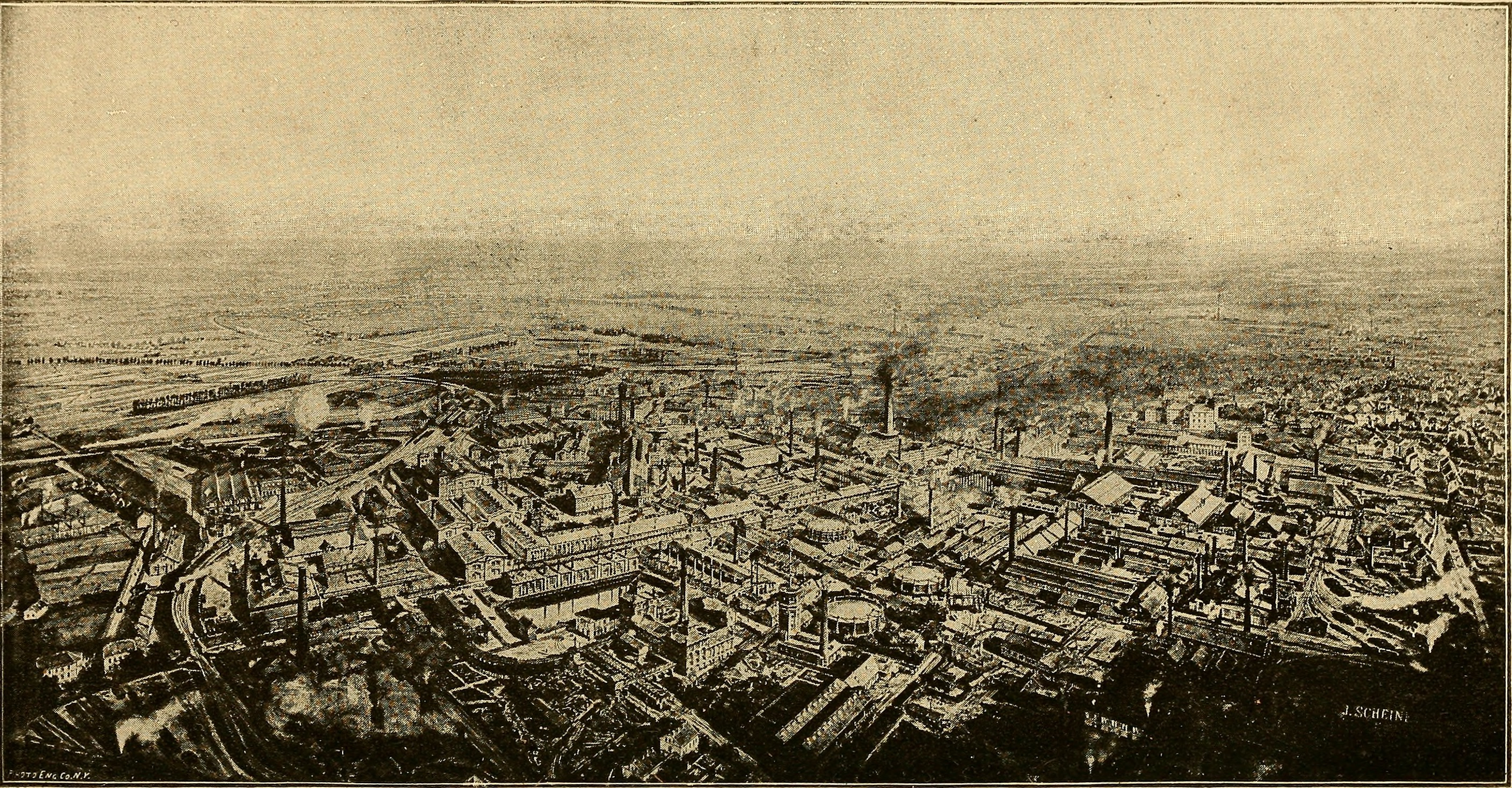
Jakob Scheiner: Gussstahlfabrik in der Vogelschau, 1879/1880, Illustration in einer Publikation des Jahres 1888

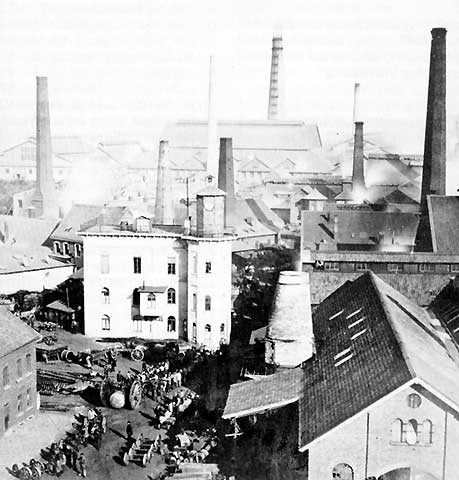
Verwaltungsgebäude mit Uhr-Turm 1861

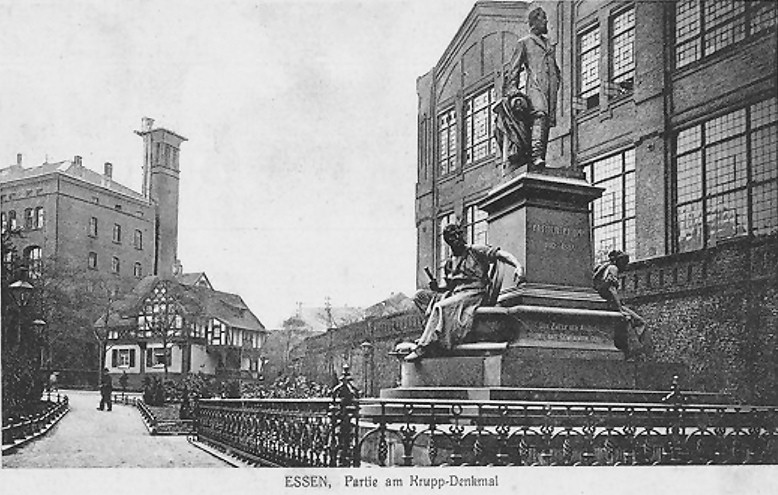
Am Haupteingangsbereich zu den ehem. Gussstahlwerken mit dem Alfred-Krupp-Denkmal um 1910, rechts die VIII. Mechanische Werkstatt, heute Colosseum Theater, ganz links die Hauptverkaufsstelle der Kruppschen Konsumanstalt von 1874, der sogenannte Kruppsche Bazar

Die Krupp-Gussstahlfabrik in Essen bildete die Keimzelle der zu einem Schwerindustrie-Unternehmen aufgestiegenen Fried. Krupp Aktiengesellschaft, die heute in ThyssenKrupp aufgegangen ist. Gegründet 1811 durch Friedrich Krupp, nahm die Gussstahlfabrik 1912 bis zu fünf Quadratkilometer Fläche ein. Haupteinnahmequelle war die Rüstungsindustrie, was dem Werk zur Zeit des Nationalsozialismus den Beinamen Waffenschmiede des Deutschen Reiches einbrachte. Nach schwerer Zerstörung im Zweiten Weltkrieg wurden die Reste der Fabrikanlagen demontiert und als Reparationsleistung ins Ausland gebracht. Seitdem lagen große Teile der ehemaligen Werksfläche brach. Erst 2009 siedelte sich das neue Thyssenkrupp-Hauptquartier im Rahmen des städtebaulichen Projektes Krupp-Gürtel hier an.

## Erste industrielle Ansiedlungen
Bereits im 18. Jahrhundert gab es auf dem Gelände des heutigen Krupp-Gürtels bergbauliche Aktivitäten, aus denen sich mit der Zeche Vereinigte Sälzer & Neuack später die erste Essener Steinkohlen-Tiefbauzeche entwickelte.
Friedrich Krupp gründete am 20. November 1811, wobei er die Zeit der Kontinentalsperre Napoleons gegen Großbritannien nutzte, mit zwei Teilhabern eine Fabrik zur Herstellung von Gussstahl, der zu dieser Zeit ein schwer erhältliches Gut war. Seine Teilhaber Georg Carl Gottfried und Wilhelm Georg Ludwig von Kechel, waren pensionierte Heeresoffiziere aus dem Herzogtum Nassau und hatten bereits seit 1803 Erfahrung mit Gussstahlfabrikation. In einer kostenträchtigen Bauweise errichtete Friedrich Krupp 1812/13 eine Produktionsanlage, die neben einem Schmelzbau mit den Schmelzöfen ein Hammerwerk zum Weiterverarbeiten des Stahls umfasste. Krupps Plan war es, den sogenannten englischen Stahl, dessen Herstellungsprozess in England wie ein Staatsgeheimnis gehütet wurde, zu erzeugen. Erste Werkstätten befanden sich auf einem der Grundstücke aus dem großmütterlichen Erbe, das Friedrich seinem Bruder Wilhelm abgekauft hatte, in der Weberstraße und ab 1812 an der Walkmühle im heutigen Stadtteil Vogelheim. Einen technischen Wendepunkt erreichte er mit der Herstellung eigener größerer Tiegel, um die kleineren kostspieligen Tiegel, welche er aus Passau bezog, zu ersetzen. Bis zum Herbst 1814 flossen 30.000 Reichstaler in das Unternehmen, als Erlöse blieben aber gerade mal 1422 Reichstaler. Im November 1814 trennte sich Krupp von den Gebrüdern von Kechel. Zwar dachte Friedrich Krupp daran, den Betrieb aufzugeben, aber es fand sich bald ein neuer Partner, der Mechaniker Friedrich Nicolai, der in Preußen ein Patent für die Erzeugung von Gussstahl angemeldet hatte und mit dem Friedrich Krupp im Juli 1815 einen Vertrag abschloss. Nach einer von Friedrich Krupp angeordneten Untersuchung im Jahr 1816 erwies sich der unter Nicolais Regie produzierte Stahl als unbrauchbar. Erstmals im selbigen Jahr gelang es Krupp, aufgrund eigener Verfahrensweisen kleine Mengen Gussstahl zu erzeugen. 1817 wurde die Produktion auf Gerberwerkzeuge, Bohrer, Drehstähle, Münzstempel und Münzwalzen ausgedehnt. Da nun auch das meist zufriedene preußische Münzamt in Düsseldorf zu seinen Kunden zählte, brachte es Krupp zu etwas Ansehen. Kleine Mengen Gussstahl konnten auch an auswärtige Kunden verkauft werden. Die ersten von Krupp hergestellten Gussstahlwalzen zur Münzprägung brachten jedoch kaum Erfolg, da die Behörde 9 von 14 Exemplaren aus Qualitätsgründen zurückweisen ließ. Ab 1818 ließ sich dank der Verwendung von Osemundeisen aus der ehemaligen Grafschaft Mark im Sauerland Gussstahl von gleichmäßigerer, obwohl immer noch wechselhafter Qualität erzeugen. Die Schmelztiegel, welche Krupp aus Tonerde der Region und Graphit machte, wiesen zufällig einen hohen Siliciumgehalt auf. Das wirkte sich günstig auf die metallurgischen Eigenschaften des Stahls aus.
Da sich die Fabrik an der Berne an einem schlechten Standort befand, vergrößerte Krupp 1818 die Fabrikation und legte den Grundstein für den Aufbau der Krupp-Gussstahlfabrik westlich der Stadt Essen auf einem Gebiet, das bereits seit dem 17. Jahrhundert im Familienbesitz war. Die neue Anlage ging dort, an der Mühlheimer Chaussee vor dem Limbecker Tor, heute Altendorfer Straße, am 18. Oktober 1819 in Betrieb. Sie war auf 60 Schmelzöfen angelegt, doch nur 8 waren in der ersten Baustufe vorhanden. Ebenfalls in dieser Zeit ließ Krupp dort ein Aufseherhaus bauen, welches er nach dem Verkauf seines Stadthauses selbst bezog und das darum später von seinem Sohn Alfred Krupp zum Stammhaus Krupp hochstilisiert wurde. Dieser neue Standort nahe der Zeche Neuack, von der Krupp Kohlen bezog, war von Vorteil. Dennoch musste die alte Schmiede an der Berne noch aufrechterhalten werden, da es am neuen Standort keinen Wasserlauf gab.
1820 lieferte Krupp primär Schneidwerkzeuge, Sägen und Klingen. 1823 gelang es ihm dann den hochwertigen Tiegelstahl herzustellen, auch wenn die Ergebnisse noch unklar blieben. Wichtige metallurgische Zusammenhänge waren noch nicht bekannt. Aus finanziellen Engpässen heraus wurden zudem unterschiedliche Erze verwendet, was jedoch zu unerwünschten Qualitätsunterschieden führte. Zuletzt hatte Friedrich Krupp sein gesamtes Erbe investiert und zusätzlich hohe Kredite aufgenommen. Seine Mutter als wichtige Gläubigerin hatte die finanzielle Kontrolle übernommen.
Als Friedrich Krupp im Alter von 39 Jahren am 8. Oktober 1826 starb, übernahm seine Frau Therese Krupp (geborene Wilhelmi, 1790–1850) mit ihrem erst 14 Jahre alten Sohn Alfred die vor dem wirtschaftlichen Ruin stehende Fabrik, die zu diesem Zeitpunkt weniger als zehn Mitarbeiter hatte. Von 1826 bis 1848 war sie Besitzerin der Firma Krupp. Gemeinsam mit ihrer Schwägerin Helene von Müller, geborene Krupp, sicherte Therese Krupp durch umsichtiges Wirtschaften den Fortbestand des Unternehmens.

## Expansion durch Alfred Krupp

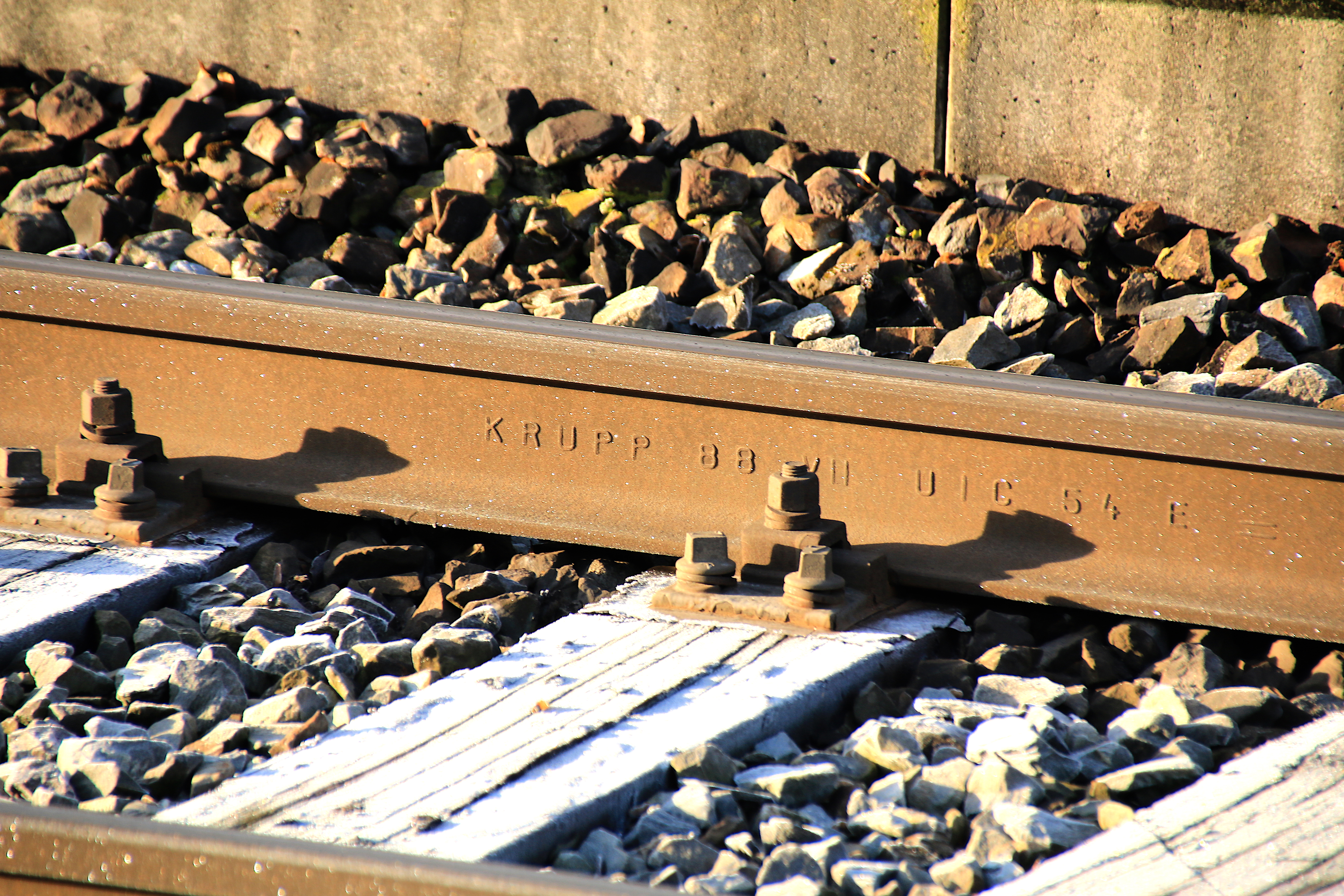
Krupp-Vignolschiene der SBB, Walzzeichen: 88 VII (hergestellt Juli 1988), Typ UIC 54E2

Alfred Krupp brach nach dem Tod des Vaters 1826 die Schule ab und stieg in die Firma ein, wobei er alle notwendigen Tätigkeiten in der Stahlproduktion, in der Buchhaltung und schließlich in der Geschäftsführung erlernte. Um 1830 war der Bedarf an Gussstahl mit Beginn des Eisenbahnwesens enorm gestiegen. Hinzu kam, dass die Gründung des Deutschen Zollvereins 1834 den Güterverkehr in Deutschland förderte und so der Kundenkreis erweitert werden konnte. 1836 waren bereits 60 Arbeiter angestellt. Produziert wurden Walzen aus Gussstahl. 1847 wurde die erste Gussstahlkanone hergestellt, brachte jedoch noch keinen Verkaufserfolg. Für die Eisenbahn entwickelte Alfred Krupp 1853 den bahnbrechenden nahtlosen Radreifen, so dass zu dieser Zeit bereits 1000 Menschen für Krupp arbeiteten. Drei übereinanderliegende Radreifen wurden zum Firmensymbol. Eine rasante Erweiterung der Gussstahlfabriken westlich der damaligen Stadt Essen war die Folge. Hinzu kam ab 1860 die Waffenproduktion durch erfolgreiche Kanonenmodelle sowie verbesserte Methoden zur Massenproduktion von Stahl. Um 1870 wurde Krupp zum größten Industrieunternehmen Europas. 1873 war die Werksfläche im Westen Essens 360 Hektar groß und damit seit 1861 um das Zwanzigfache gestiegen, so dass sie damit die Größe eines Drittels der gesamten Stadtfläche erreichte. Dennoch verlor man 1880 durch amerikanische Konkurrenz dort den Absatzmarkt für Radreifen, wonach man sich stärker auf die Rüstungsindustrie konzentrierte. 1874 wurde ein Hauptverwaltungsgebäude westlich des Stammhauses errichtet, das später der 1958 errichteten Lehrwerkstatt diente. Beides wurde 2005 zugunsten des ThyssenKrupp Hauptquartiers abgerissen.
Des Weiteren begannen ab 1861 erste Aktivitäten im Kruppschen Wohnungsbau. Dazu gehörten die Meisterhäuser und die Arbeiterkolonie Westend auf dem Werksgelände, sowie die Kolonien Nordhof, Schederhof und Kronenberg direkt angrenzend.

## Weiterentwicklung unter Friedrich Alfred Krupp

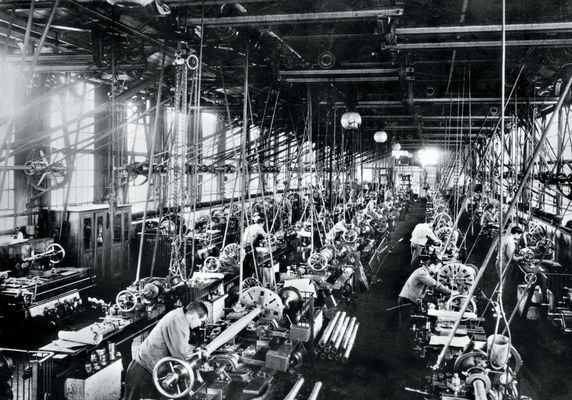
Zerspanende Werkstatt 1900

Nach Alfreds Tod 1887 erbte Sohn Friedrich Alfred Krupp die Firma mit inzwischen 20.000 Beschäftigten. Für das Jahr 1889 werden von Diedrich Gottschalk Baedeker folgende Zahlen für das Kruppsche Werk genannt: 44 Kilometer normalspurige und 29 km schmalspurige Werkseisenbahn, dazu 14 Tenderlokomotiven für 540 Waggons sowie 14 Schmalspurloks für 450 Waggons, 1.195 Öfen, 286 Dampfkessel, 21 Walzenstraßen, 370 Dampfmaschinen, 92 Dampfhämmer, 361 Kräne und 1724 Werkzeugmaschinen. Bis zum Tode Friedrich Alfred Krupps 1902 stieg diese Beschäftigtenzahl auf 45.000, von denen viel im 1897 gegründeten Hüttenwerk Reinhausen arbeiteten. In seinem Testament verfügte Friedrich Alfred Krupp die Umwandlung der Firma in eine Aktiengesellschaft, deren Aktien seine älteste Tochter Bertha erhalten sollte. Diese Wandlung wurde 1903 vollzogen.
Mit der Eingemeindung angrenzender Orte 1901, wie Altendorf, Frohnhausen, Holsterhausen und Rüttenscheid zur Stadt Essen, konnte für die rasant angestiegene Zahl der Beschäftigten neuer Wohnraum erschlossen werden, auf dem Krupp unter anderem die Siedlungen Alfredshof, Baumhof, Friedrichshof und Altenhof errichten ließ. In dieser Zeit wuchs Essen in wenigen Jahren zur Großstadt. Dazu trug der Anstieg der Bevölkerungszahl ebenso bei, wie eine damit verbundene starke Bautätigkeit. Steuerliche Vorteile brachte Krupp insbesondere die Eingemeindung von Altendorf, denn damit lag das große Werksgelände der Gussstahlfabriken nun komplett in Essen, und nicht mehr teils in Essen und teils in Altendorf. 1904 zählte man insgesamt 51.000 Werksangehörige. Zwischen 1908 und 1910 wurde an der Altendorfer Straße die Krupp-Hauptverwaltung mit charakteristischem Turm errichtet (heute befindet sich hier eine Porsche-Niederlassung). 1910 arbeiteten bereits insgesamt über 67.000 Menschen für den Krupp-Konzern. Für 1912 wurde die Fläche des Werksgeländes in Essen mit fünf Quadratkilometern angegeben.

## Erster Weltkrieg und die Folgen
Größte und wichtigste Einnahmequelle blieb die Rüstungsindustrie. Im Norden des Werksgeländes war ein Schießstand zum Testen der Geschütze eingerichtet. Kurz vor Beginn des Ersten Weltkrieges arbeiteten 81.000 Menschen für den gesamten Konzern, 1918 waren es 200.000. Nach Kriegsende wurde die Waffenproduktion durch den Vertrag von Versailles untersagt. Krupp stand in der nun herrschenden Wirtschaftskrise vor dem Konkurs. Von nun an versuchte man das Geschäft unter anderem mit der Herstellung von Lastwagen, Lokomotiven und Baggern auszugleichen. Am 6. Dezember 1919 wurde die erste Lokomotive der im Westen der Gussstahlfabrik gelegenen Lokomotiv- und Waggonbaufabrik Krupp ausgeliefert. Im gleichen Jahr wurden die Gebäude zur Fertigung von zivilen Lastkraftwagen und Omnibussen östlich der heutigen Husmannshofstraße errichtet. Die Fried. Krupp Motoren- und Kraftwagenfabriken (kurz: KRAWA) waren zeitweise einer der größten deutschen Lkw-Hersteller.
In den 1920er Jahren wurden weitere Flächen in der Südwestecke der Gussstahlfabrik, erstmals südlich der Haupteisenbahnline nahe der Schederhof-Siedlung erschlossen. Eine Stichbahn verließ die Kruppsche Ringbahn gen Süden, um in einem Tunnel unter der Haupt-Eisenbahnlinie hindurch und über eine Brücke über die Schederhofstraße zur kruppschen Werkfeuerwehr an Harkort- und Bunsenstr. zu gelangen, sodann in einem Bogen nach Osten die große Mechanische Werkstatt und den Kanonenbau an der Essener Straße (heute ETEC) sowie das Widia-Gelände an der Münchener Straße zu erschließen. 1926 wurde die Produktion des damals neuen Hartmetalls aufgenommen, eines der wenigen Markenprodukte des Kruppkonzerns. Die markante Sheddachhalle in der äußersten Südwestecke an der Hobeisenbrücke über die heutige A40 gegenüber der früheren Siedlung Alfredspark, in den 70er und 80er Jahren der Hartmetall-Press- und Sinterbetrieb der Widia und heute ein Mietlager des Unternehmens Shurgard, war zuerst von den 1920er bis Mitte der 1940er die Zünderfabrik von Krupp – der einzige Werksbereich der gesamten riesigen Gussstahlfabrik mit weit überwiegender Frauenbeschäftigung.
Die Beschäftigtenzahlen sanken 1926 auf 25.000 in Essen arbeitende Personen, konzernweit waren es etwa doppelt so viele. Das waren die Folgen einer einsetzenden Modernisierung und weitreichenden Rationalisierung durch die Firmenleitung. Es kam zu Schließungen unrentabler Bereiche und damit zu Entlassungen.

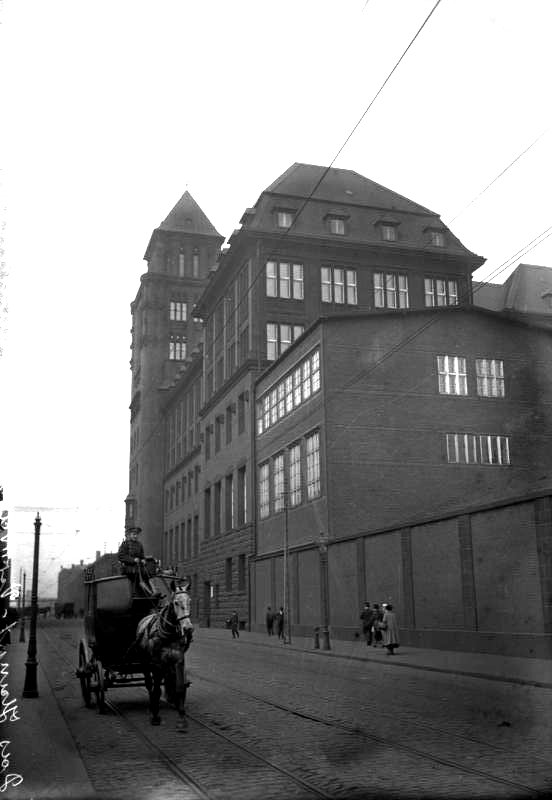
Altendorfer Straße 100 um 1913 mit der Krupp-Hauptverwaltung, das Turmhaus wurde erst 1976 abgerissen
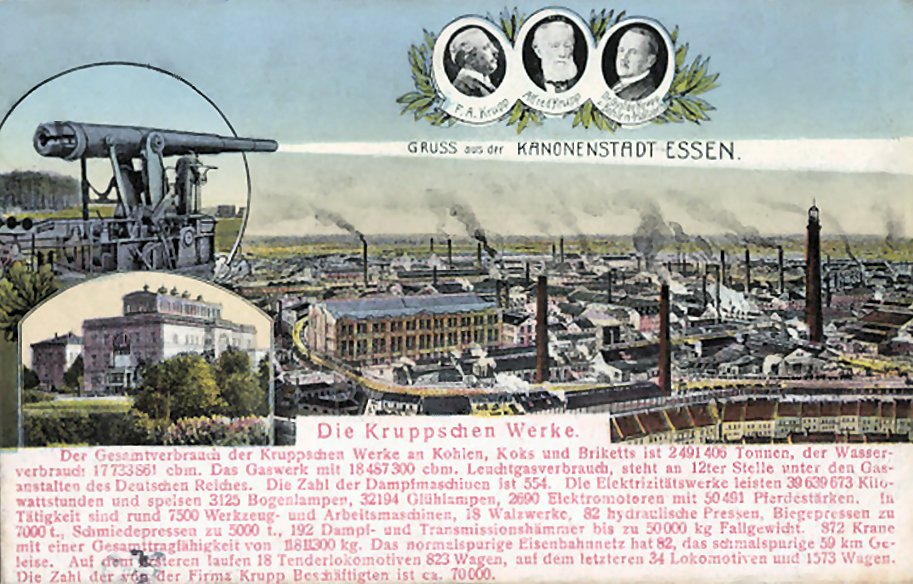
Ansichtskarte mit Aufzählung einiger Werksdaten um 1913
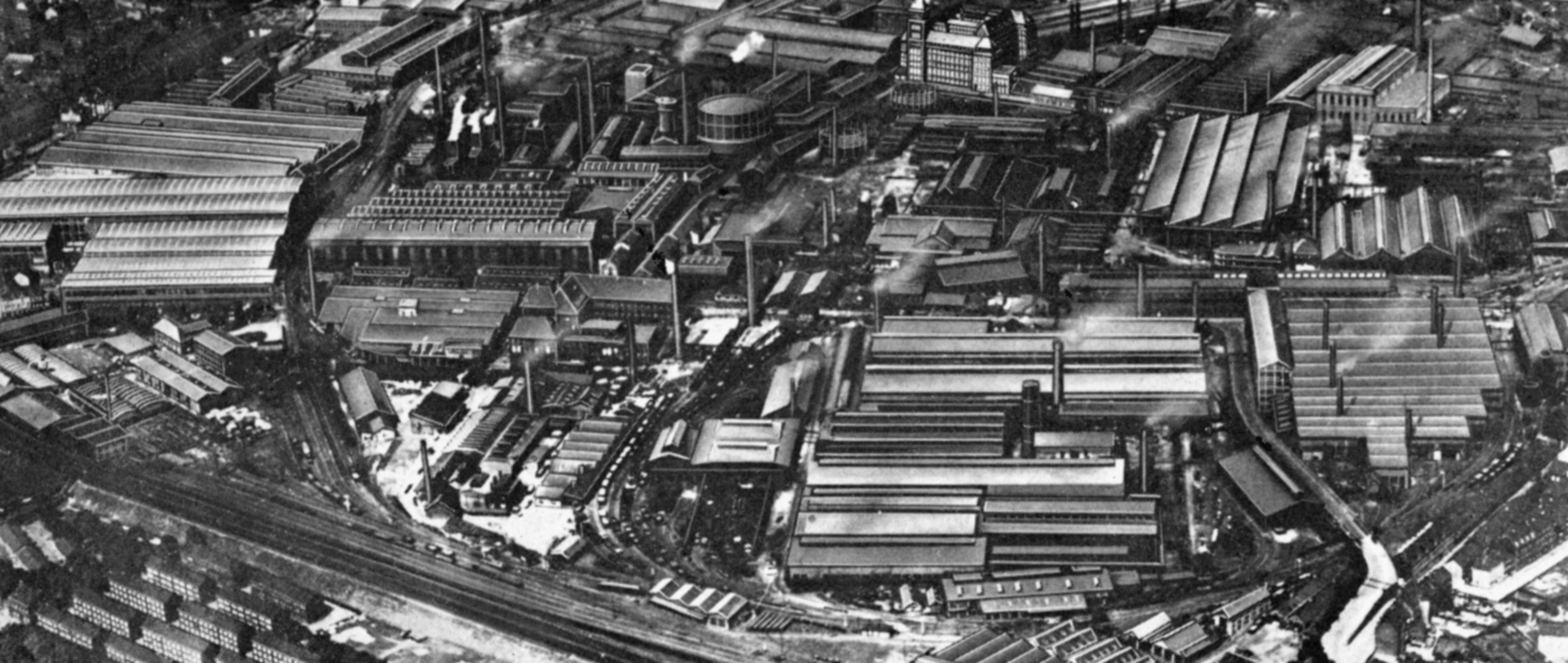
Luftaufnahme der Gussstahlfabrik vor 1914, hinten mittig das Turmhaus der Krupp-Hauptverwaltung
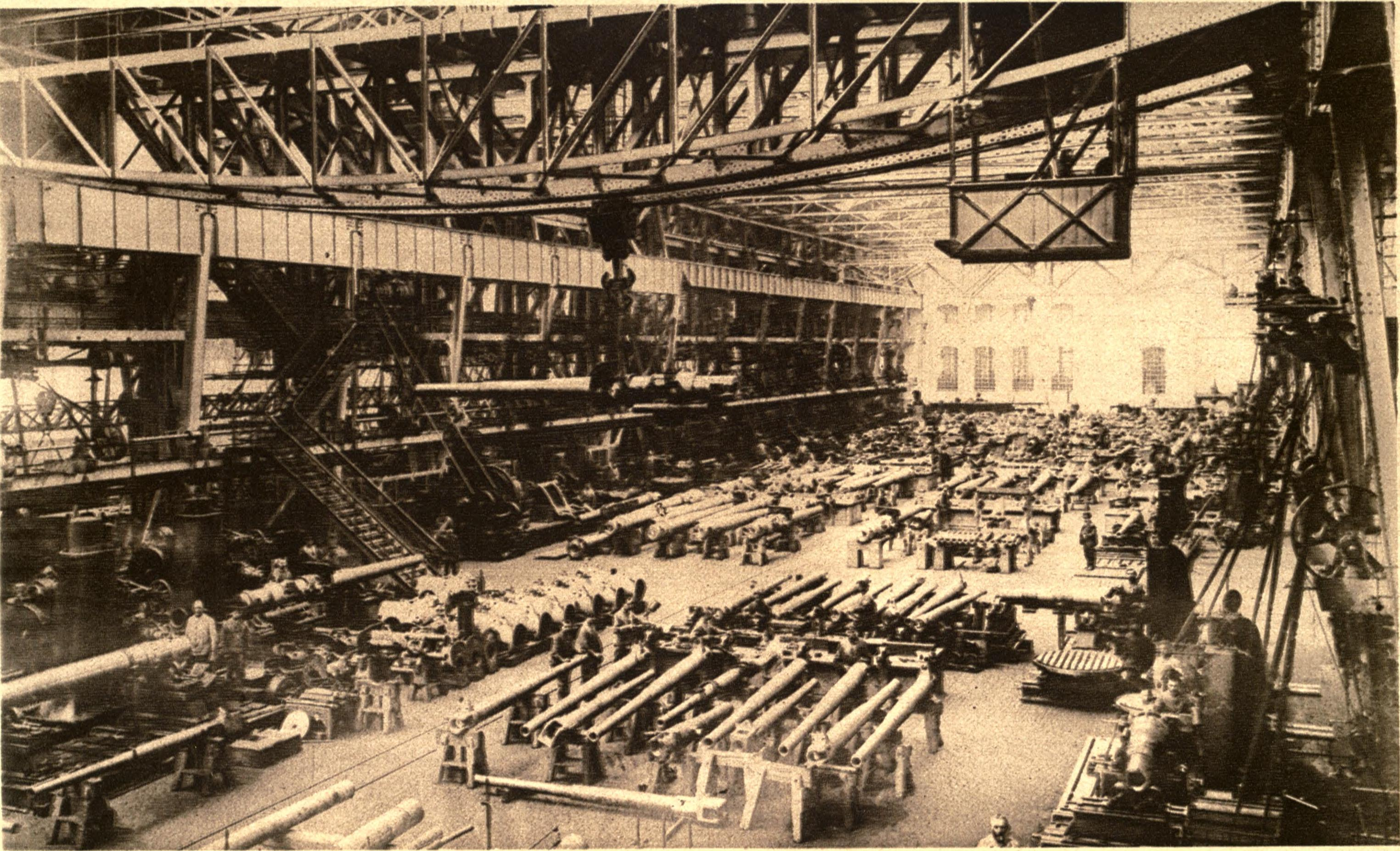
Kanonenproduktion 1915
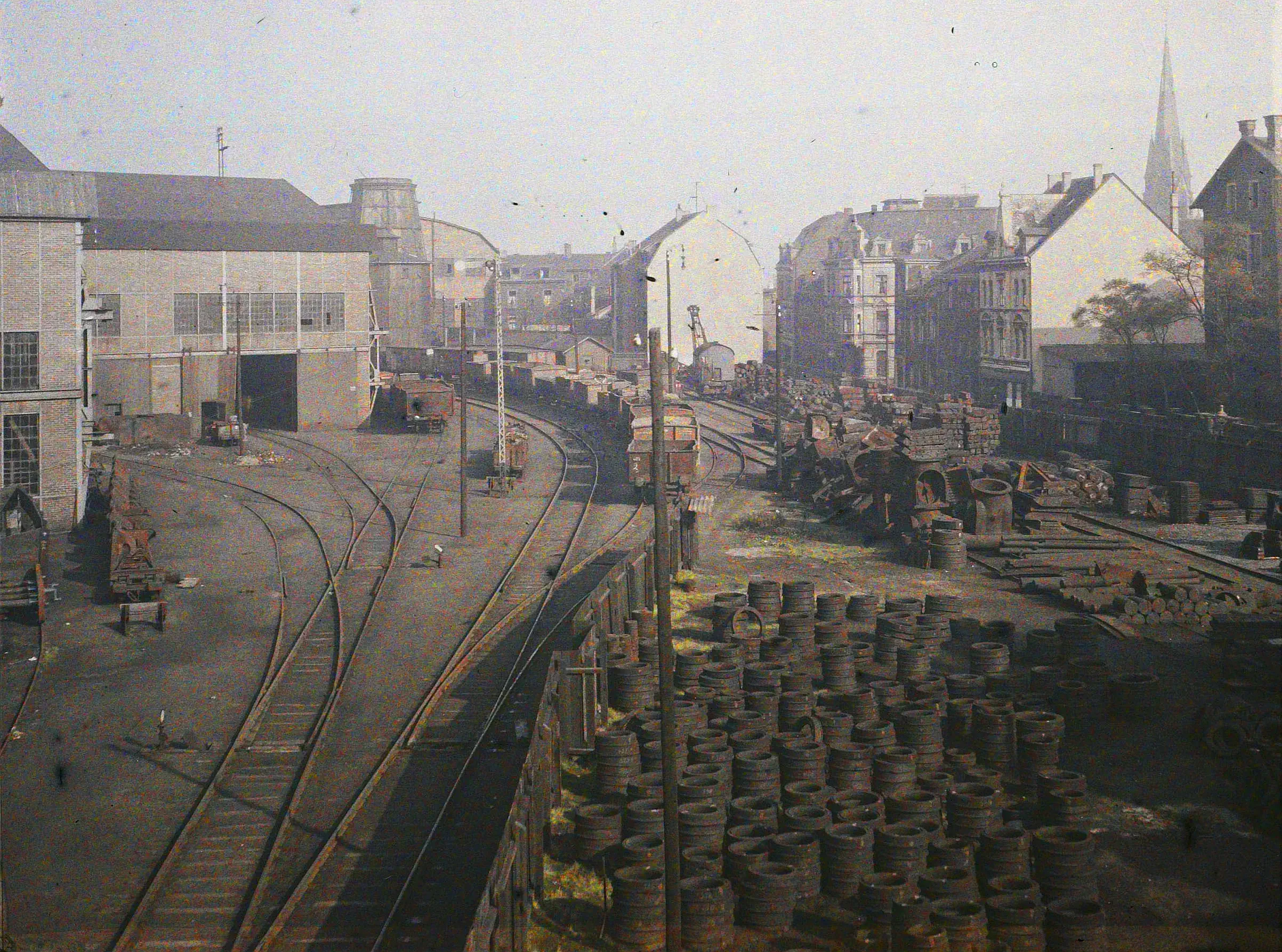
Im Oktober 1923
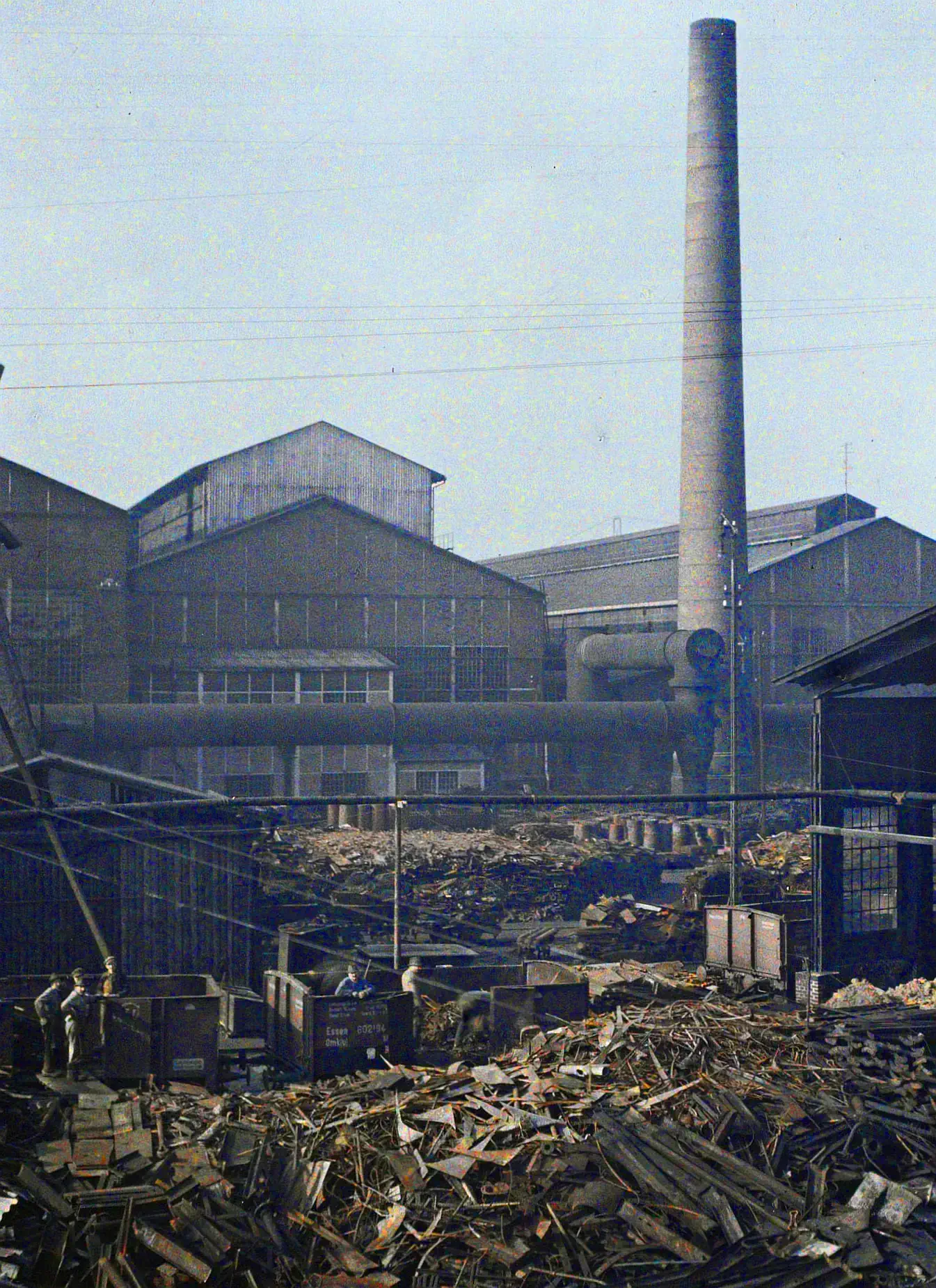
Oktober 1923 unter französischer Besatzung

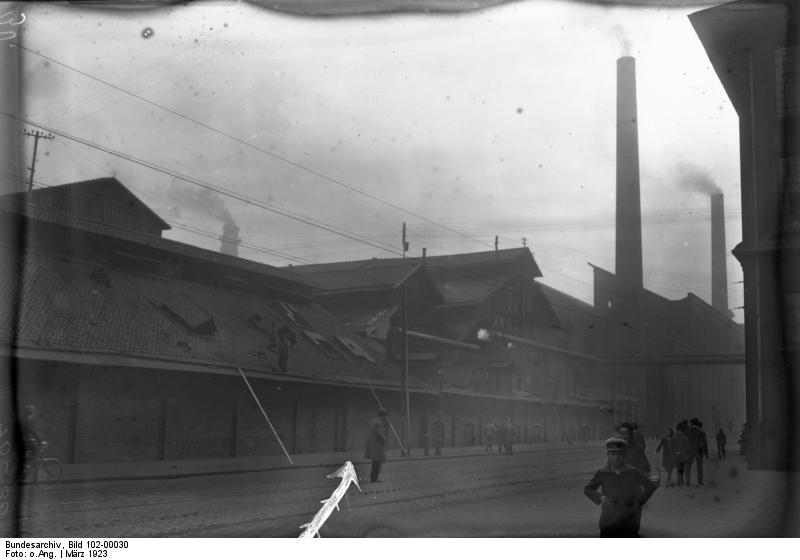
Ort der Schießerei vom 31. März 1923 vor der Automobilhalle

13 Todesopfer waren aufgrund der Ruhrbesetzung am Karsamstag 1923, dem 31. März, zu beklagen, als sich Krupp-Arbeiter an der Automobilhalle gegen ein französisches Kommando auflehnten, die hier produzierte Lastwagen zu beschlagnahmen versuchten. Als die Franzosen sich einer großen Menge Arbeitern gegenübersahen, gerieten sie in Panik und schossen sich einen Weg frei. Das Ereignis wurde als „Essener Blutsamstag“ bzw. „Oster-Massaker“ bekannt. Die Beisetzung folgte am 10. April 1923 einem propagandistischen Trauerzug zum Südwestfriedhof. Ein Ehrenmal von Hugo Lederer, das nicht erhalten ist, wurde 1928 mit eindeutigem, politischem Hintergrund errichtet und trug die Inschrift: Karsamstag 1923. Den Werkskameraden, die französischen Kugeln in der Fabrik zum Opfer fielen.

## Zeit des Nationalsozialismus und der Zweite Weltkrieg
Nach der Machtergreifung 1933 wurde die Rüstungsindustrie wieder aufgenommen, die schließlich aber nicht die Größenordnung derer im Ersten Weltkrieg erreichte. Der Firmenleiter Gustav Krupp von Bohlen und Halbach war zunächst nicht an Adolf Hitlers Seite, denn er gehörte zur Ruhrlade, einer geheimen Interessengemeinschaft der zwölf einflussreichsten Ruhrindustriellen, um unter anderem Hitler von der Macht fernzuhalten.
Zu seinem ersten Besuch 1934 lud Hitler sich selbst in der Gussstahlfabrik zu einer Werksbesichtigung ein. Er führte dabei ein intensives Gespräch mit dem Waffenexperten der Firma Krupp, Erich Müller. Krupp begann mit den daraufhin erfolgten neuen Waffenbestellungen wieder schwarze Zahlen zu schreiben.
Dazu schloss sich in diesem Jahr die Zeche Vereinigte Sälzer & Neuack unter dem Dach der Fried. Krupp AG mit der Zeche Amalie zur Zeche Sälzer-Amalie zusammen. Beide befanden sich auf dem Werksgelände.
1936 besuchte Hitler ein zweites Mal die Fabrik und wurde dabei erstmals auf die Villa Hügel eingeladen. Am 27. September 1937 besuchten Adolf Hitler und Benito Mussolini die so genannte Waffenschmiede des Deutschen Reiches. Die Führung durch Essens Gussstahlfabrik, das Schmiedepresswerk und die Panzerwerkstätten übernahm der Juniorchef Alfried Krupp von Bohlen und Halbach selbst. Er leitete ab 1938 erfolgreich das Ressort Artilleriekonstruktion und Vertrieb im Hauptverwaltungsgebäude auf dem Gelände der Gussstahlfabrik. Die Auftragslage lastete viele Bereiche deutlich besser aus, so dass 1938 wieder 120.000 Menschen im Konzern tätig waren. Die Herstellung von zivilen Produkten wie Lastwagen und Lokomotiven gab man nicht auf, viele wurden aber für militärische Zwecke umkonstruiert. Nach dem 1939 begonnenen Zweiten Weltkrieg schien für Gustav Krupp von Bohlen und Halbach keinerlei Kritik am Regime mehr angemessen, da es nun um Deutschland ging. Von nun an wurde von den Nationalsozialisten erheblich Einfluss auf die Unternehmenspolitik genommen. Sie nahmen Vorstandspositionen ein und griffen in die Produktionsorganisation ein. Die Wehrmacht schrieb Sollzahlen in der Rüstungsproduktion vor. Darunter war auch das in der Gussstahlfabrik hergestellte Geschütz Dora, das größte jemals gebaute. Immer wieder kam es zu Betriebsverlegungen, um den verstärkten Bombardements zu entgehen. Die Zünderfertigung sollte beispielsweise nach einer Lagebesprechung in der Hauptverwaltung am 16. März 1943 nach Auschwitz ausgelagert werden. Es ist dabei nicht erwiesen, ob Alfried Krupp zu dieser Zeit Kenntnisse über dortige Verhältnisse und das KZ Auschwitz besaß. Schließlich kam es nicht zur Auslagerung der Fertigung dorthin, obwohl bereits zwei Millionen Reichsmark für den Bau bewilligt worden waren. Die Zünderproduktion wurde stattdessen in Wüstegiersdorf im damaligen Schlesien mit 250 Häftlingsfrauen des KZ-Auschwitz, nach Auslagerung aus Essen, verwirklicht. Im Dezember 1944 beschäftigte die Firma Krupp hier 224 Kriegsgefangene, 1029 ausländische Zwangsarbeiter, zudem 200 ungarische und kroatische weibliche KZ-Häftlinge.
Die Lkw-Werke wurden in der Zeit des Nationalsozialismus mit der Fertigung von Militärfahrzeugen erweitert.
1943 übernahm Alfried Krupp von Bohlen und Halbach mithilfe der Lex Krupp die Firma von seinem Vater Gustav und führte die ehemalige Kapitalgesellschaft nun als Personengesellschaft.
1944 wurden immer mehr Facharbeiter zum Kriegsdienst eingezogen. Kriegsgefangene und ausländische Zwangsarbeiter wurden als Arbeitskräfte von der SS zugeteilt, obwohl sich Krupp wehrte, da diese ungelernten Kräfte kaum zu gebrauchen waren. Sie bekamen kaum das, was die SS ihnen an Lebensmitteln zugeteilt hatte. Krupp versuchte dem entgegenzuwirken, durfte es aber offiziell nicht. Während der Bombardements standen den Werksangehörigen Bunker auf dem Werksgelände zur Verfügung, den Zwangsarbeitern jedoch nicht. Bald standen auch diese Kräfte nicht mehr zur Verfügung, so dass Krupp verstärkt auch KZ-Häftlinge suchte. Statt der angeforderten 2000 männlichen KZ-Häftlinge wurden Krupp 520 junge Jüdinnen aus Ungarn zur Zwangsarbeit zugeteilt, die im KZ-Außenlager Humboldtstraße im Stadtteil Fulerum untergebracht waren, ein vom KZ Buchenwald verwaltetes Häftlingslager. Die Firmenleitung hatte sich diese Zwangsarbeiterinnen zuvor selbst im Gelsenberg-Lager in Gelsenkirchen ausgewählt, damit sie im Walzwerk II und in der Elektrodenwerkstatt der Gussstahlfabrik in der Helenenstraße Schwerstarbeit verrichteten.

### Kriegszerstörung und Demontage
Im Zweiten Weltkrieg wurden etwa ein Drittel des 1,5 Quadratkilometer großen bebauten Werksgeländes, hauptsächlich Anlagen im äußeren Bereich, völlig zerstört, ein weiteres Drittel teilweise. Zur Abwendung und Täuschung alliierter Luftangriffe wurde ab 1941 auf dem Rottberg bei Velbert eine Attrappe der Gussstahlfabrik geschaffen, die sogenannte Kruppsche Nachtscheinanlage. Sie lenkte anfangs einige Angriffe auf sich, verlor jedoch mit besseren Orientierungsmöglichkeiten der Flieger, unter anderem mit Einführung des Radars, ab 1943 ihre Wirksamkeit. Beim ersten Angriff auf die eigentliche Gussstahlfabrik im März 1943 warfen die Alliierten 30.000 Bomben ab, wobei auch umliegende Wohnsiedlungen und damit Zivilisten ausgebombt wurden. Insgesamt wurde das Krupp-Werk 55 mal aus der Luft angegriffen.
Nach dem Krieg brachte man die zentralen und weitgehend erhalten gebliebenen Fabrikanlagen nach Demontage durch die Alliierten als Reparationsleistung ins Ausland, wodurch mehr Fabriken demontiert wurden, als durch den Bombenkrieg zerstört worden waren. Die Militärregierung hatte die Demontagepläne am 30. November 1948 festgeschrieben, so dass Ende 1950 zwei Drittel der Essener Gussstahlfabrik vernichtet waren. 73 zu über 60 Prozent zerstörte Gebäude und 22 ehemals der Rüstungsindustrie dienende Gebäude wurden abgerissen. Weitere 127 Gebäude gab man für die Friedensproduktion frei. Darunter befanden sich die Hallen der Lokomotiv- und Waggonbaufabrik, für die eine Arbeitslizenz zur Reparatur von Lokomotiven erteilt wurde.
Die Produktion von Lkw wurde 1946 wieder aufgenommen. Die Fertigungsstätten wurden jedoch bis ins Jahr 1951 nach Kulmbach, Bamberg und Nürnberg verlagert und bis 1954 unter der Bezeichnung Südwerke geführt.

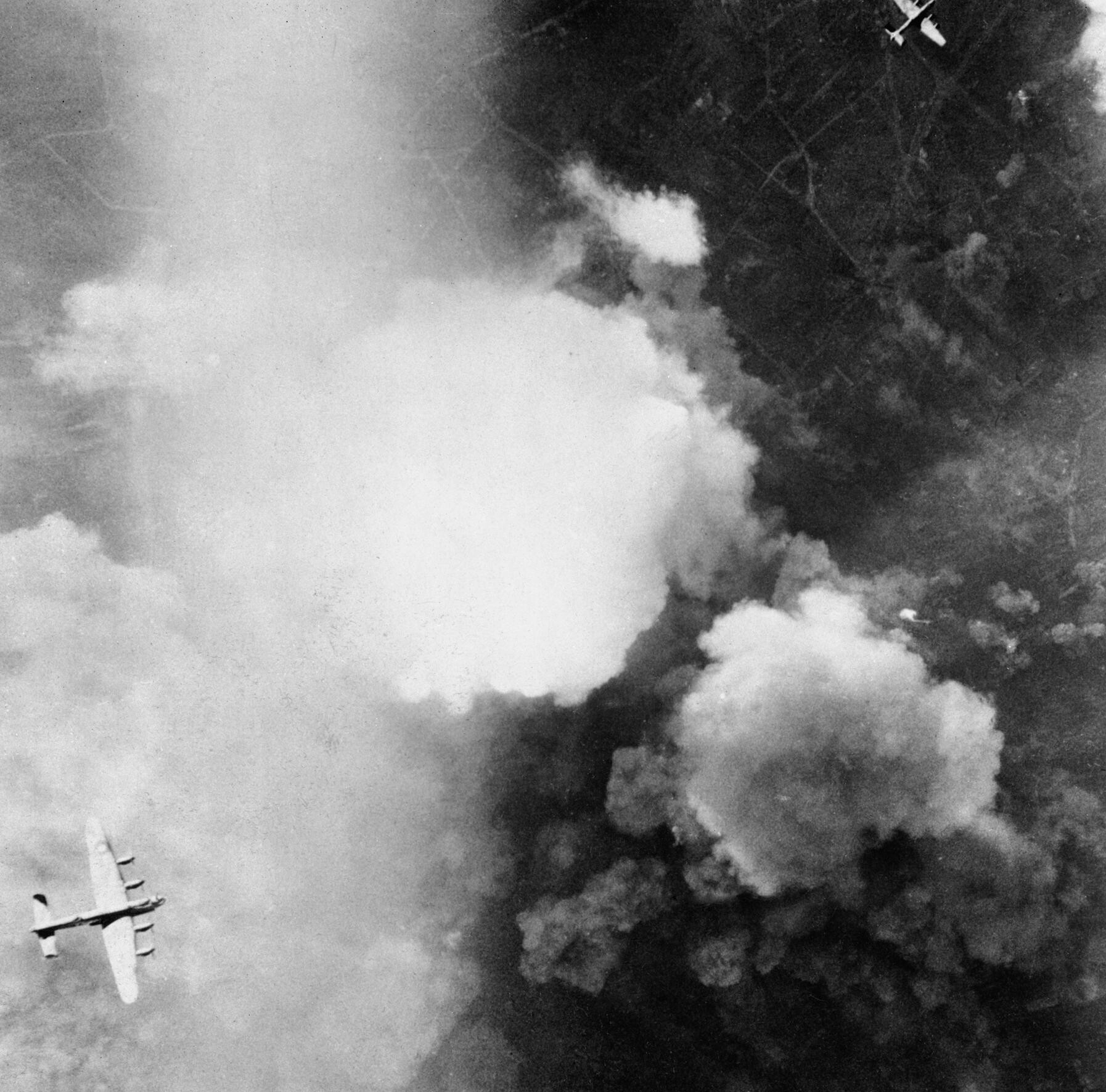
Tagesangriff der Royal Air Force auf die Kruppwerke
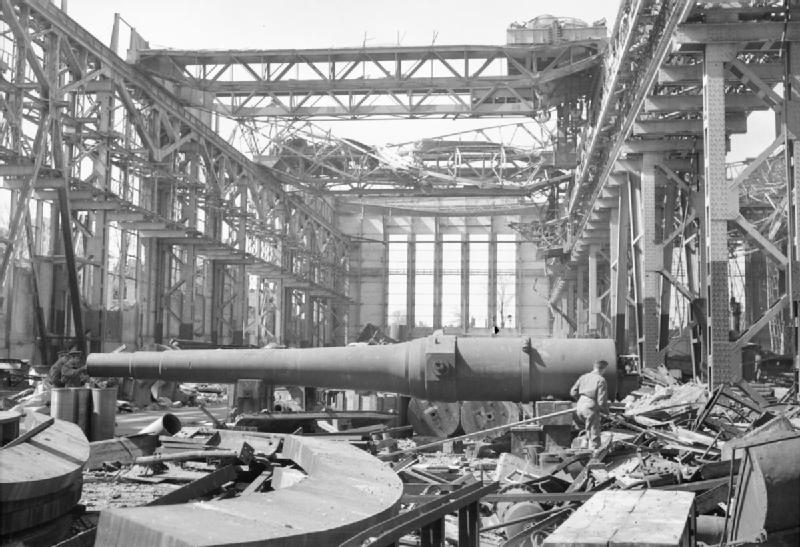
Inspektion eines Offiziers der Royal Air Force in der zerstörten Rüstungsfabrik
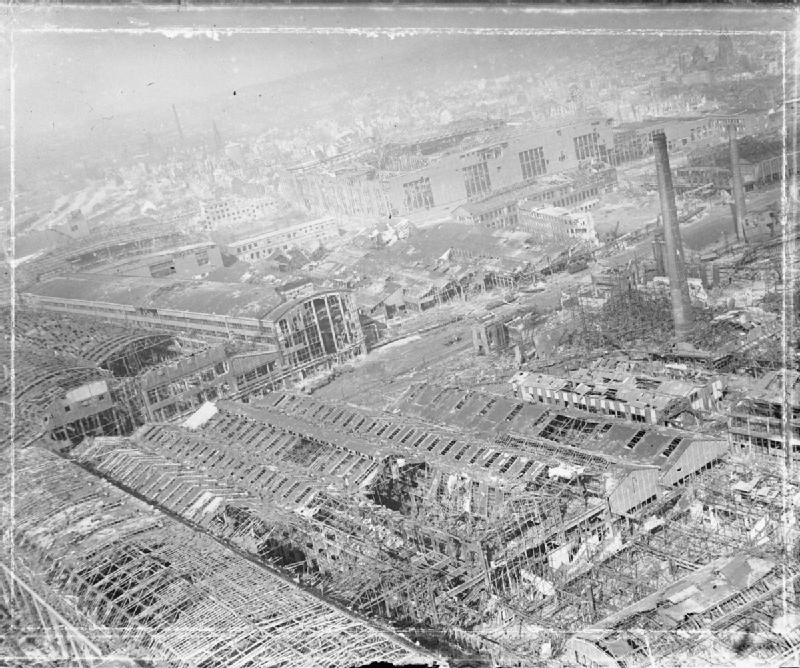
Zerstörte Kruppwerke
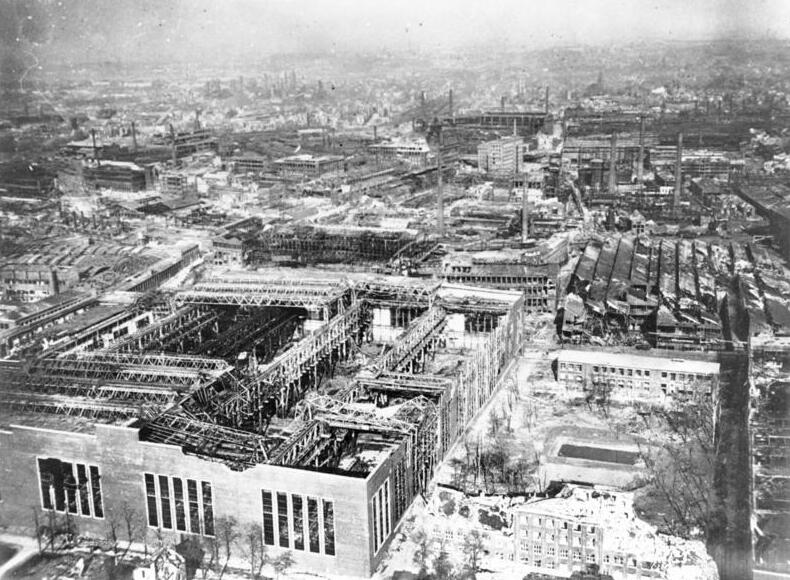
Zerstörte Kruppwerke 1945

## Nachkriegszeit bis heute

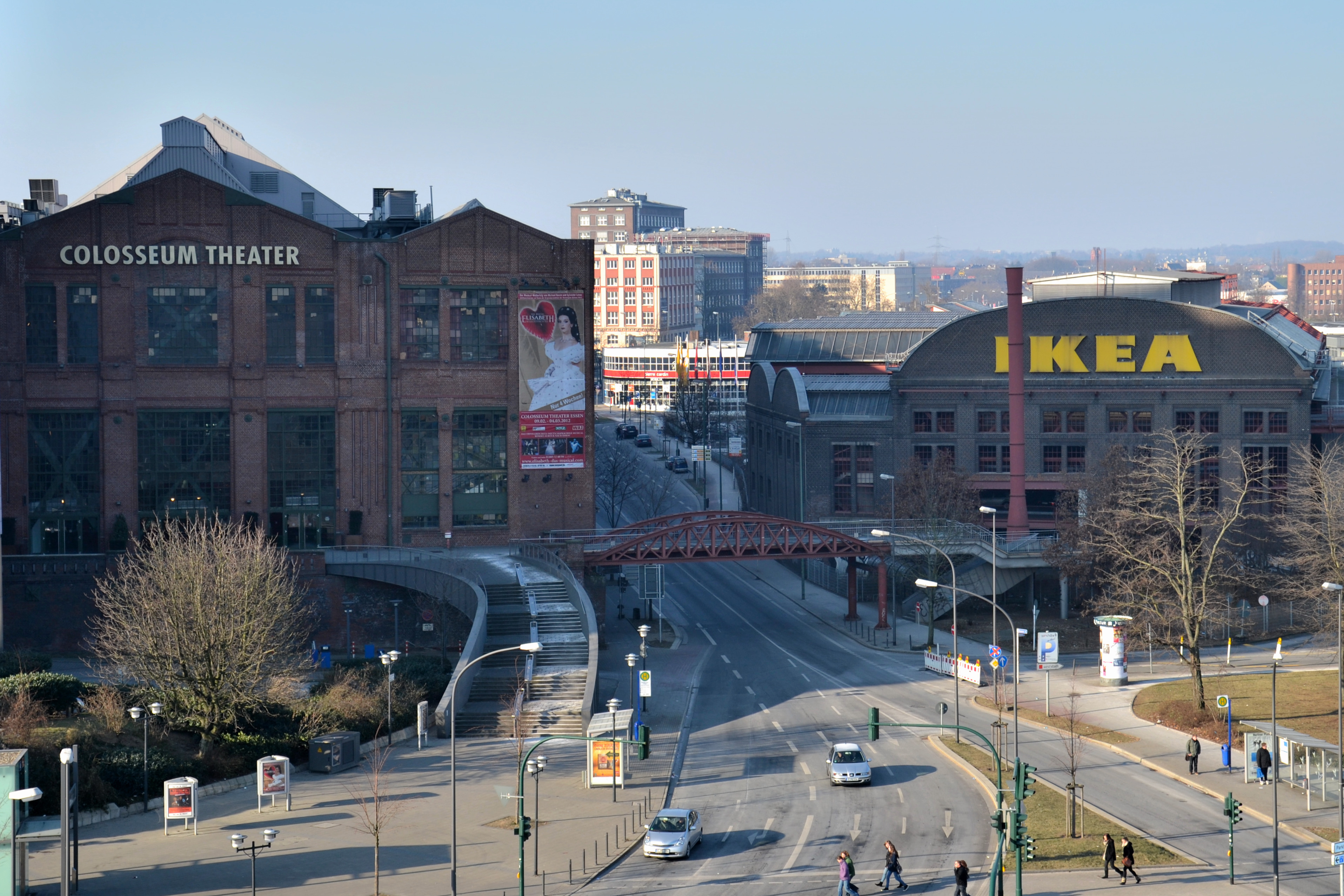
Ehemaliger Eingang zur Gussstahlfabrik heute, links Colosseum Theater, rechts Press- und Hammerwerk Ost, vorn dazwischen die Werksbahnbrücke

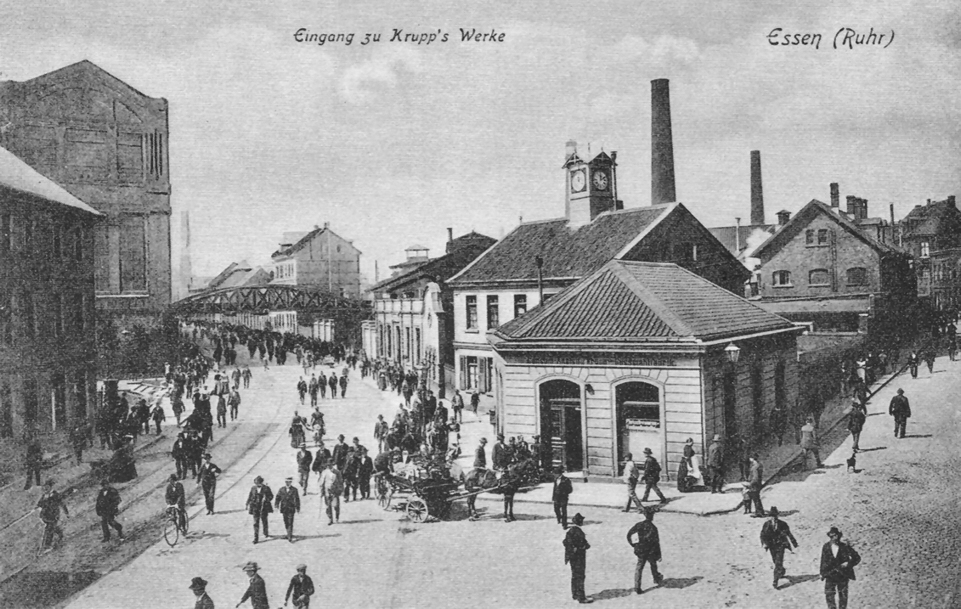
Eingang zur Gussstahlfabrik um 1901, links die 8. Mechanische Werkstatt (heute Colosseum Theater) mit der Werksbahnbrücke von 1872, mittige Gebäude stehen nicht mehr, vorn eine Filiale der Konsumanstalt

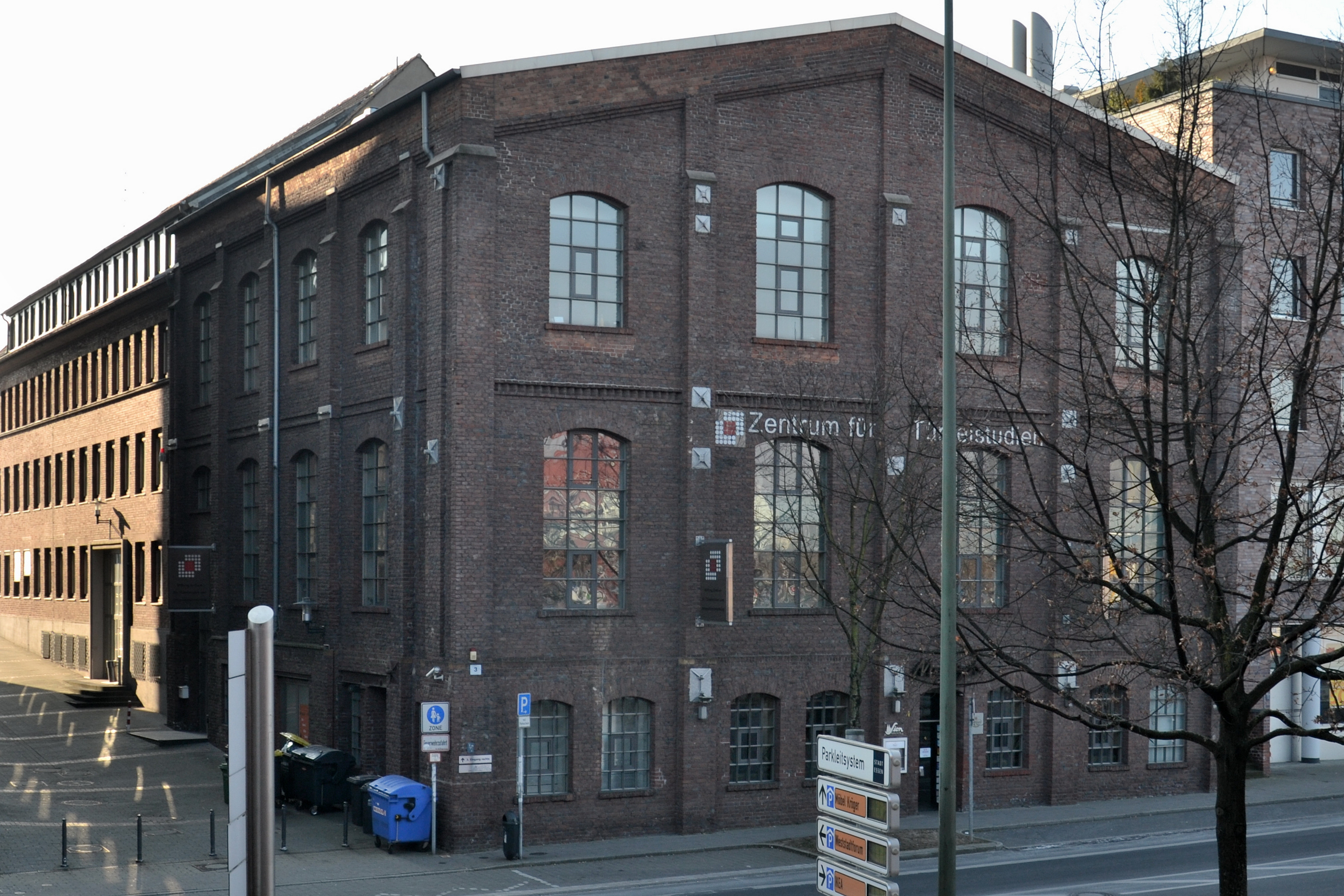
Ehemalige Geschossdreherei

Nach Entlassung aus alliierter Haft übernahm Alfried Krupp von Bohlen und Halbach im März 1953 wieder die Firmenleitung und berief Berthold Beitz zu seinem Generalbevollmächtigten. Die Firmenstruktur änderte sich nun von einem Familienunternehmen hin zu einem international agierenden Mischkonzern.
Nicht mehr von Krupp benötigtes Werksgelände wurde verkauft. Die Fried. Krupp Motoren- und Kraftwagenfabriken fertigten noch bis 1969 und die Lokomotiv- und Waggonbaufabrik Krupp bis 1997 zivile Produkte. Auf dem vielfach größeren, weiteren Areal der ehemaligen Fabriken siedelten sich bis 1958 fünfzig neue Betriebe an, die etwa 9000 neue Arbeitsplätze schufen. Einige von diesen Betrieben stammen aus verlorengegangenen deutschen Ostgebieten und der sowjetischen Besatzungszone. Dennoch lag, seit Ende des Krieges bis zum Bau des neuen Krupp-Gürtels ab 2007, der größte Teil der Fläche der ehemaligen Gussstahlfabriken brach. Wenige Gebäude erhielten später eine neue Nutzung, wie die ehemalige 8. Mechanische Werkstatt, die von AEG Kanis weiter genutzt wurde und nun unter Denkmalschutz stehend seit 1996 das Colosseum Theater beherbergt. Westlich dahinter liegt das einzige übriggebliebene Gebäude, das schon zu Lebzeiten von Alfred Krupp existierte, die Geschossdreherei von 1873, heute Sitz des Zentrums für Türkeistudien. Gegenüberliegend befindet sich, ebenfalls denkmalgeschützt, in der nun offenen Halle des Press- und Hammerwerks das Parkhaus eines schwedischen Möbelkonzerns. In den 1960er Jahren errichtete man in der Nähe des Stammhauses die Krupp-Lehrwerkstatt mit acht Ausbildungshallen, die in den 1990er Jahren abgerissen wurden.
Die Zeche Sälzer-Amalie wurde 1966 stillgelegt. Auf dem Gebiet der Schachtanlage Huyssen/Schmits der ehemals selbständigen Zeche Vereinigte Sälzer & Neuack wurde am 14. Juni 2004 das Essener Finanzamt im Krupp-Gürtel eröffnet.
2006 wurde entschieden, den neuen Konzernsitz der inzwischen mit Thyssen vereinigten Firma Krupp, der ThyssenKrupp AG, von Düsseldorf nach Essen zu verlegen und auf dem alten Werksgelände der ehemaligen Gussstahlfabrik zu errichten. 2010 nahm das ThyssenKrupp Hauptquartier seinen Betrieb auf.